# یواس‌اس تروفایل (آی‌ایکس-۱۴۹)
یواس‌اس تروفایل (آی‌ایکس-۱۴۹) (به انگلیسی: USS Trefoil (IX-149)) یک کشتی بود که طول آن ۳۶۶ فوت ۴ اینچ (۱۱۱٫۶۶ متر) بود. این کشتی در سال ۱۹۴۴ ساخته شد.